# Pieter M. Judson
Pieter M. Judson (* 1956 in Utrecht, Niederlande) ist ein US-amerikanischer Hochschullehrer und Autor.

## Leben
Judson ist seit 2016 Professor für die Geschichte des 19. und 20. Jahrhunderts am Europäischen Hochschulinstitut in Florenz, nachdem er vorher am Swarthmore College in Swarthmore in Pennsylvania in den USA gelehrt hatte. Er ist Korrespondent der Fachzeitschrift Geschichte und Region / Storia e regione.
Judsons Forschungs- und Lehrschwerpunkte sind unter anderen Nationalitätenkonflikte, revolutionäre soziale Bewegungen und Gegenbewegungen in verschiedenen Gesellschaften. Ferner befasst er sich mit Veränderungen im Verhältnis der Geschlechter zueinander im Wien des Fin-de-siècle.

## Preise und Auszeichnungen
- 1996: Herbert-Baxter-Adams-Preis der American Historical Association für sein Buch Exclusive Revolutionaries
- 2010: Guggenheim-Stipendium
- 2010: Karl-von-Vogelsang-Staatspreis für Geschichte der Gesellschaftswissenschaften
- 2011: Nina-Maria-Gorissen-Preis für Geschichte der American Academy in Berlin
- 2025: Mitglied der American Academy of Arts and Sciences
- zwei Fulbright-Stipendien jeweils als Student und als Wissenschaftler

## Veröffentlichungen (Auswahl)
- Exclusive Revolutionaries: Liberal Politics, Social Experience, and National Identity in the Austrian Empire 1848–1994. University of Michigan Press, Ann Arbor, Michigan, USA 1996, ISBN 0-472-10740-2.
- Wien brennt. Die Revolution 1848 und ihr liberales Erbe. Aus dem Englischen übertragen von Norbert Schürer. Böhlau, Wien / Köln / Weimar 1998, ISBN 3-205-98844-2.
- mit Marsha L. Rozenblit: Constructing Nationalities in East Central Europe. Berghan Books, New York City 2004, ISBN 1-57181-175-3.
- The Habsburg Empire. A New History. The Belknap Press of Harvard University Press, Cambridge (Massachusetts) / London 2016, ISBN 978-0-674-04776-1.
  - deutsch: Habsburg. Geschichte eines Imperiums. 1740–1918, C.H. Beck, München 2017, ISBN 978-3-406-70654-7.